# Siège de Roxburgh (1314)
Pour les articles homonymes, voir Siège de Roxburgh.
Première guerre d'indépendance de l'Écosse
Batailles
Le siège du château de Roxburgh par le royaume d'Écosse eut lieu les 19 février et 20 février 1314.
James Douglas, après sa victoire sur le clan MacDougall, avait capturé depuis 1308 divers châteaux qui étaient aux mains des Anglais. Son objectif était le château de Roxburgh, réputé imprenable.
Accompagné de Walter Stuart, il déguise ses hommes en vaches, afin que la garnison anglaise du château ne les remarque pas. Ils utilisent des échelles pour s'infiltrer dans le château et surprennent la garnison. Le chef des Anglais William Fiennes est gravement blessé d'une flèche reçue en plein visage.
Cette victoire écossaise est un prélude à la bataille de Bannockburn en juin suivant.
Le siège est décrit dans la Chronique de Lanercost.